# Jack Brisco
Freddie Joe "Jack" Brisco (21 de septiembre de 1941 – 1 de febrero de 2010) fue un luchador profesional estadounidense. Trabajó para varios territorios de la National Wrestling Alliance (NWA), convirtiéndose en dos veces Campeón Mundial Peso Pesado de la NWA, y al mismo tiempo Campeón Mundial en Parejas de la NWA junto a su hermano Gerald Brisco. Brisco fue considerado uno de los mejores luchadores de su época, en 2005, Don Leo Jonathan le llamó "probablemente el más grande campeón del siglo 20".

## Carrera amateur

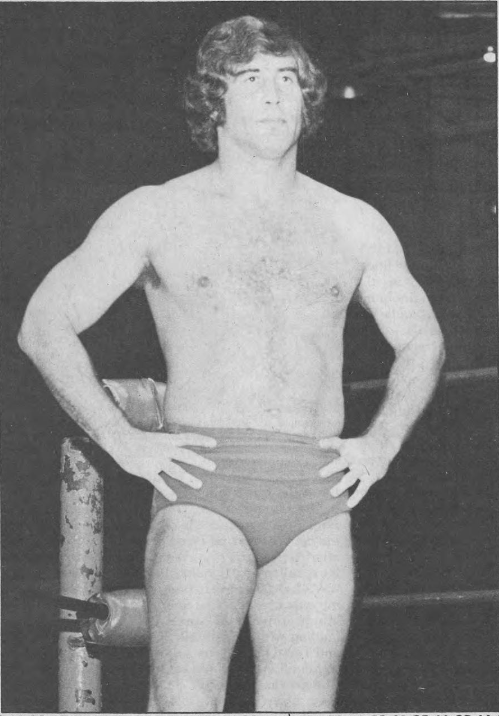
Jack Brisco, circa 1982

Brisco creció en Blackwell, Oklahoma con cinco hermanos. Él creció como fan de la lucha libre profesional, y sobre todo un fan del Campeón Mundial de la NWA, Lou Thesz. Fue seguido por su hermano menor, Gerald Brisco, en el deporte de la lucha libre y rechazó una beca de fútbol americano en la Universidad de Oklahoma para ir a la de Estado de Oklahoma. Fue el primer nativo americano en ganar un Campeonato Nacional de la Lucha Libre de NCAA en 1965.

## Muerte
El 1 de febrero de 2010, Brisco murió a la edad de 68 años después de complicaciones en una cirugía de corazón abierto. Le sobrevive su esposa de más de 30 años.

## En lucha
- Movimientos finales
  - Figure four leglock

- Movimientos de firma
  - Backslide pin
  - Belly to back suplex
  - Sleeper hold
  - Sunset flip
  - Superplex

## Campeonatos y logros
- All Japan Pro Wrestling
  - NWA World Heavyweight Championship (2 veces)[6]

- Cauliflower Alley Club
  - Lou Thesz Award (2005)
  - Other honoree (1996)

- Championship Wrestling from Florida
  - NWA Brass Knuckles Championship (Florida version) (1 vez)[7]
  - NWA Florida Tag Team Championship (10 veces) – con Gerry Brisco (8), Ciclón Negro (1), y Jimmy Garvin (1)[8]
  - NWA Florida Television Championship (3 veces)[9]
  - NWA North American Tag Team Championship (Florida version) (2 veces) – con Gerry Brisco[10]
  - NWA Southern Heavyweight Championship (Florida version) (4 veces)[11]
  - NWA United States Tag Team Championship (Florida version) (5 veces) – con Gerry Brisco[12]

- Eastern Sports Association
  - ESA International Tag Team Championship (1 vez) - con Gerry Brisco[13]

- Georgia Championship Wrestling
  - NWA Georgia Tag Team Championship (2 veces) – con Gerry Brisco[14]
  - NWA National Heavyweight Championship (1 vez)[15]

- Mid-Atlantic Championship Wrestling
  - NWA Eastern States Heavyweight Championship (2 veces)[16]
  - NWA Mid-Atlantic Heavyweight Championship (4 veces)[17]
  - NWA World Tag Team Championship (Mid-Atlantic version) (3 veces) – con Gerry Brisco[18]

- NWA Big Time Wrestling
  - NWA World Heavyweight Championship (1 vez)[6]

- NWA Gulf Coast
  - NWA Gulf Coast Louisiana Championship (1 vez)[19]

- NWA Mid-America
  - NWA Southern Heavyweight Championship (Memphis version) (1 vez)[20]

- NWA Tri-State
  - NWA Arkansas Heavyweight Championship (1 vez)[21]
  - NWA Oklahoma Heavyweight Championship (1 vez)[22]
  - NWA United States Tag Team Championship (Tri-State version) (2 veces) – con Haystacks Calhoun (1) y Gorgeous George, Jr. (1)[23]

- Professional Wrestling Hall of Fame and Museum
  - Class of 2005[24]

- St. Louis Wrestling Club
  - NWA Missouri Heavyweight Championship (2 veces)[25]
  - NWA Missouri Junior Heavyweight Championship (2 veces)[26]

- St. Louis Wrestling Hall of Fame

- World Wrestling Council
  - WWC Caribbean Heavyweight Championship (1 vez)[27]
  - WWC North American Tag Team Championship (1 vez) – con Gerry Brisco[28]

- World Wrestling Entertainment
  - WWE Hall of Fame (Class of 2008)

- Pro Wrestling Illustrated
  - Luchador del año (1973)[29]
  - PWI Match of the Year (1974) vs. Dory Funk, Jr. el 27 de enero
  - PWI Most Popular Wrestler of the Year (1972) empatado con Fred Curry
  - Situado en el # 54 de las 100 mejores parejas de la "PWI Years" con Gerry Brisco en 2003.[30]
  - Situado en el # 67 de los 500 mejores luchadores de la "PWI Years" en 2003[31]

- Wrestling Observer Newsletter awards
  - Wrestling Observer Newsletter Hall of Fame (Class of 1996)[32]